# يغور أمريكي جنوبي
اليغور (النمر الأمريكي)(الاسم العلمي: Panthera onca)، هو نوع كبير من السنوريات، ويُعد العضو الوحيد المتبقي على قيد الحياة من جنس Panthera الذي ينتمي إلى العالم الجديد (الأمريكيتين). يُعد أكبر السنوريات حجمًا في الأمريكيتين، وثالث أكبر السنوريات في العالم بعد النمر والببر، إذ يصل طوله إلى 1.85 مترًا (6 أقدام و1 بوصة)، ووزنه إلى 158 كيلوغرامًا (348 رطلاً).
يمتاز فراؤه بلونه الأصفر الباهت إلى الأسمر، تعلوه بقع سوداء تتخذ شكل وردات على جانبيه، رغم أن بعض الأفراد يظهر لديهم فراء أسود ناتج عن ظاهرة تُعرف بالتصبغ الأسود (melanism). ويتميّز اليغور بعضّته القوية القادرة على اختراق أصداف السلاحف والسلحفاة البرية، كما أنه يستخدم أسلوب قتل فريد من نوعه، إذ يعضّ فرائسه من الثدييات مباشرة في الجمجمة بين الأذنين، مُوجِّهًا ضربة قاتلة إلى الدماغ.
يُعتقد أن أسلاف اليغور المعاصرين دخلوا الأمريكيتين قادمين من أوراسيا خلال العصر البليستوسيني المبكر، عبر جسر بري كان يربط بين سيبيريا وألاسكا (مضيق بيرينغ حاليًا). في الوقت الراهن، يمتد نطاق انتشار اليغور من جنوب غرب الولايات المتحدة مرورًا بالمكسيك ومعظم مناطق أمريكا الوسطى وغابات الأمازون، وصولًا إلى باراغواي وشمال الأرجنتين. يعيش في بيئات متنوعة من الغابات الكثيفة إلى المناطق المفتوحة، إلا أن موطنه المفضل هو الغابات الاستوائية وشبه الاستوائية الرطبة عريضة الأوراق، إضافة إلى الأراضي الرطبة والمناطق الحرجية. وهو سبّاح ماهر، ويُعرف بأنه مفترس متفرد، يتبع أسلوب التسلل والكمائن لاصطياد فرائسه، ويُعد من الحيوانات المفترسة العليا (القمّية) في بيئته.
يُواجه اليغور تهديدات عدّة، أبرزها فقدان موائله الطبيعية وتجزئتها، والصيد الجائر لأجل التجارة بأعضائه، إضافة إلى قتله في سياق صراعاته مع البشر، خاصةً من قِبل رعاة الماشية في أمريكا الوسطى والجنوبية. وقد أُدرج منذ عام 2002 ضمن فئة "قريب من التهديد" على القائمة الحمراء للاتحاد الدولي لحفظ الطبيعة، ويُعتقد أن أعداده البرية قد بدأت بالانخفاض منذ أواخر تسعينيات القرن العشرين.
تُصنف 51 وحدة معروفة باسم "وحدات حفظ اليغور" (Jaguar Conservation Units – JCUs) باعتبارها مناطق ذات أولوية لحماية هذا النوع، وتشمل كل وحدة منها ما لا يقل عن 50 يَغُورًا متكاثرًا. وتمتد هذه الوحدات عبر 36 منطقة جغرافية بين المكسيك والأرجنتين.
لليغور مكانة بارزة في أساطير شعوب الأمريكيتين الأصلية، بما في ذلك حضارتي الأزتك والمايا.